# Pierre Strong Jr.
Pierre Strong Jr. (Little Rock, 10 dicembre 1998) è un giocatore di football americano statunitense che milita nel ruolo di running back per i Cleveland Browns della National Football League (NFL).

## Carriera

### New England Patriots
Al college Strong giocò a football alla South Dakota State University. Fu scelto nel corso del quarto giro (127º assoluto) del Draft NFL 2022 dai New England Patriots. Debuttò come professionista subentrando nella gara della settimana 2 contro i Pittsburgh Steelers. Nella settimana 14 contro gli Arizona Cardinals corse un massimo stagionale di 70 yard e segnò il suo primo touchdown. La sua stagione da rookie si chiuse con 100 yard corse in 14 presenze, nessuna delle quali come titolare.

### Cleveland Browns
Il 27 agosto 2023 Strong fu scambiato con i Cleveland Browns per Tyrone Wheatley Jr..